# 雅典的泰门

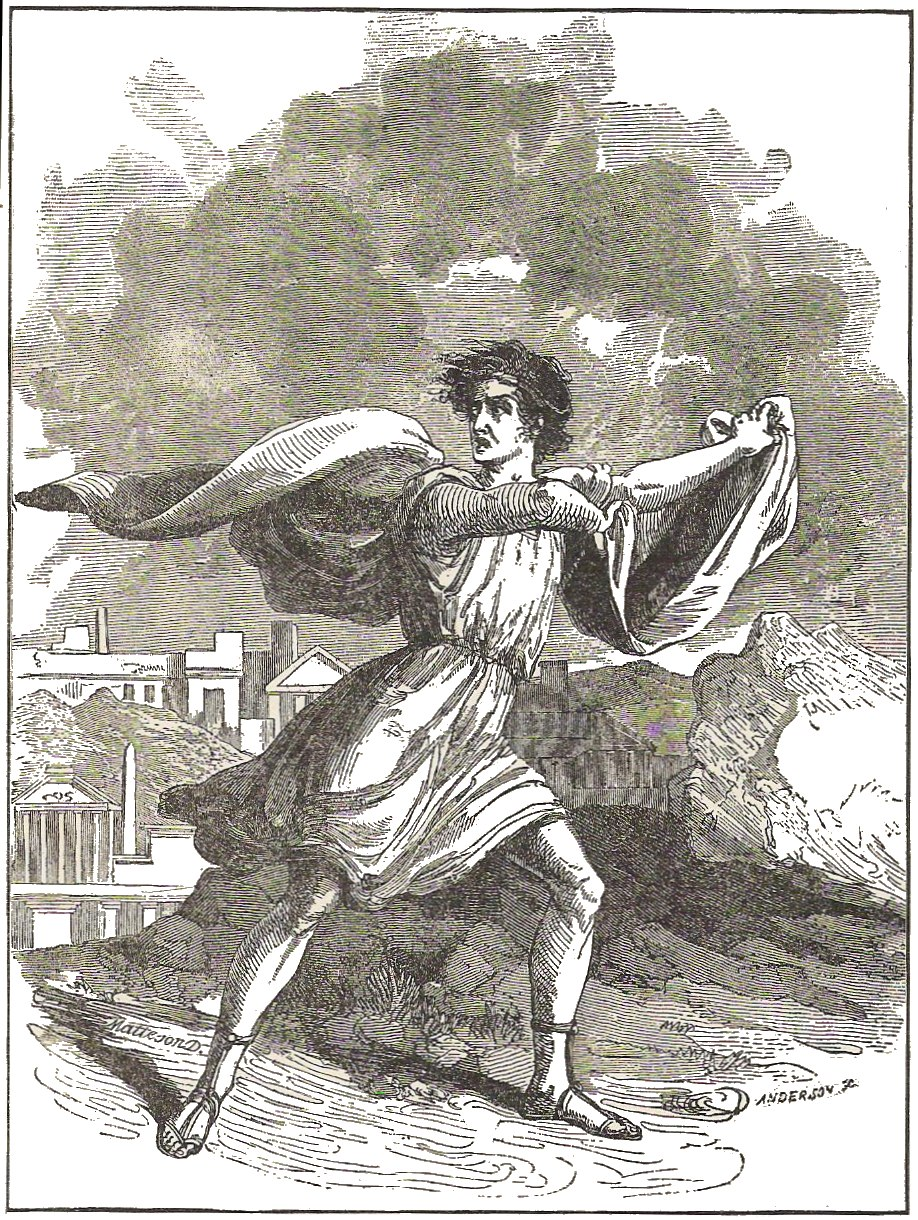
從莎士比亞戲劇故事集的插圖，
1890年, McLoughlin Bros.

雅典的泰門 (The Life of Timon of Athens 或 Timon of Athens) 是一套關於一個名為泰門（可能受同名的哲學家影響）的雅典人的財富的作品，由威廉·莎士比亞写作的，普遍認為是他最晦涩和最困難的作品之一。它通常被認為是悲劇，但有的学者将它归类为问题剧。

## 角色
- 泰門(Timon)|Timon]] /ˈtaɪmən/ TY-mən：雅典貴族，後來變成厭惡人類的隱士。
- 艾西巴第斯(Alcibiades)：軍事大隊隊長和泰門的好朋友。
- 艾帕曼特斯(Apemantus)：哲學家和粗暴的人。
- 弗萊維斯(Flavius)：泰門的管家。
- 弗萊米涅斯(Flaminius)：泰門的僕人之一。
- 塞維律斯(Servilius)：另一個泰門的僕人。
- 盧基里烏斯（Lucilius）：浪漫的年輕人，也是泰門的僕人
- 文提狄斯(Ventidius)：是泰門的“朋友”之一，並在債務人監獄。
- 路庫勒斯(Lucullus)：是泰門所謂的“朋友”。
- 路歇斯（Lucius）：泰門所謂的“朋友”
- 辛普洛涅斯(Sempronius)，最嫉妒泰門的“朋友”。
- 詩人(Poet)和畫家(Painter)是朋友。寄生蟲藝術家們尋求泰門的惠顧。
- 寶石匠(Jeweller)和商人(Merchant)短暫出現。
- 雅典的元老們(The Senators)
- 傻瓜(The fool)：短暫地與艾帕曼特斯同行。
- 三個陌生人(Strangers)：一個叫提利烏斯，是路歇斯的朋友。
- 年長的雅典人(Old Athenian)：是路歇斯愛的女人的父親。
- 四個元老(Lords)：泰門所謂的朋友。
- 眾僕，伊西多爾，瓦羅
- 泰門的債權人：提圖斯，霍爾頓西烏斯，菲洛圖斯
- 匪徒，士兵，男侍者，丘比特，化裝舞會的女士們[1][2][3]

## 内容梗概
起初，泰门是个富有而仁慈的雅典贵族，尔后愤世弃俗。他举办了大型宴会，参加人包括剧中几乎所有主要人物。泰门毫不吝惜地分享钱财，所有人都阿谀奉承，以便获得更多的赏赐；但艾帕曼特斯除外，他富有哲理、脾气不好、对泰门冷嘲热讽。他接受了来自诗人和画家那里的艺术品，以及从珠宝商那里来的珠宝，但在第一幕末了，他将这些转送给了其它朋友。泰门的仆人路歇斯正在追求一位老雅典人的女儿。老人很不满，但泰门给了他三个泰伦，让他们开心结婚，他认为仆人的幸福是值得尊重的。泰门被告知自己的朋友文提狄斯被关在债务人监狱内。他帮助还债，文提狄斯得以获释，参加宴会。泰门祝酒，赞颂友谊。宾客们在假面舞会上狂欢。当宴会结束后，泰门继续赠与礼物；这包括他的马匹和其它财物。
现在，泰门已经送完了他所有的财物。管家弗莱维斯对泰门的出手阔绰颇为不满，对那些寄生作者和画家一掷千金深表不悦。当泰门打猎回来时，管家对他进行陈明。泰门对此感到不满，因为自己没有得到提前告知。他向弗莱维斯发怒，但后者反驳自己曾经多次进行提示，但都未成功：此时，泰门的田地已经被售出。尾随泰门的是另一个宾客：充满讽刺的哲人艾帕曼特斯，他用尖酸刻薄的笑话来挖苦在座的众宾客。艾帕曼特斯是唯一不求财物的人。当泰门的债权人向泰门要求立即还债时，他和另一个傻子对其大打出手。泰门无法还债，只好打发仆人前去向那些所谓的朋友们请求支援。
酒肉之交对泰门的仆人嗤之以鼻，仆人则报以愤怒的独白。在另一处，艾西巴第斯的副官出于愤怒，对一人下手。艾西巴第斯向元老求情，称一时冲动不应被控蓄意谋杀。元老们对此否决，艾西巴第斯坚持己见，元老们将他驱逐。艾西巴第斯誓言报复，动用自己的军队。在这一幕尾，泰门与仆人们商议，决定在下一次宴会上施行报复。
泰门举办了宴会，宴请那些酒肉之交。仆人们将餐盘托出，但客人们发现盘中不过是石块和温水。泰门向他们泼水，把盘子抛向他们，随后离家出走。忠诚的弗莱维斯则誓言追随泰门到底。

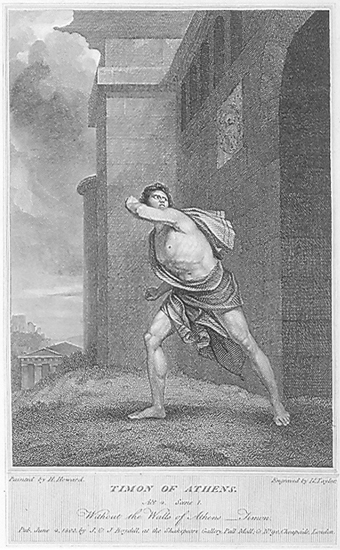
泰门谴责社会(1803版，第四幕，第一场)

泰门一边骂街，一边走入荒野，在山洞里藏身，吃草根为生。在洞中，他发现藏匿的金子。艾西巴第斯，艾帕曼特斯和三个土匪先于弗莱维斯找到泰门。和艾西巴第斯一道来的是两个妓女，在性病问题上与泰门互骂。泰门将大多数金子给了叛乱的艾西巴第斯，声称自己只想看到城市的灭亡，可见他已经愤世弃俗。他又将金子给了妓女，让她们散布疾病，并将剩余的给了诗人和画家，而只给元老们留下一点点。当艾帕曼特斯出现，指责泰门抄袭自己厌世态度时，观众们可以旁观两个厌世人彼此观点的交换。
弗莱维斯来到，虽然也想要钱，但他更想让泰门回归社会。泰门承认弗莱维斯是他唯一真诚的朋友，但为弗莱维斯仆人的身份而倍感遗憾。他接待了从雅典来的最后使者，后者希望泰门可以安抚艾西巴第斯，但泰门痛骂了他们，最终死在荒野中。艾西巴第斯进军雅典，却被元老劝说、在兵临城下时决定不再攻击；最后士兵用蜡拓下泰蒙的墓志铭 (其中后两行为卡利马科斯所著)，艾西巴第斯阅读墓志铭 (5.4.71-4)，并评价泰蒙的一生：
“此处躺着不幸的尸体，其不幸的灵魂遗失：

莫寻我的名。瘟疫毁灭你们，卑劣者的渣滓！

这里躺着我，泰蒙，他生前一切活人都厌恶。

路过时任你骂尽，但路过就莫停驻你的脚步。”
“Here lies a wretched corse, of wretched soul bereft:

Seek not my name. A plague consume you, wicked caitiffs left!

Here lie I, Timon, who, alive, all living men did hate.

Pass by and curse thy fill, but pass and stay not here thy gait.’”

## 时期与文本

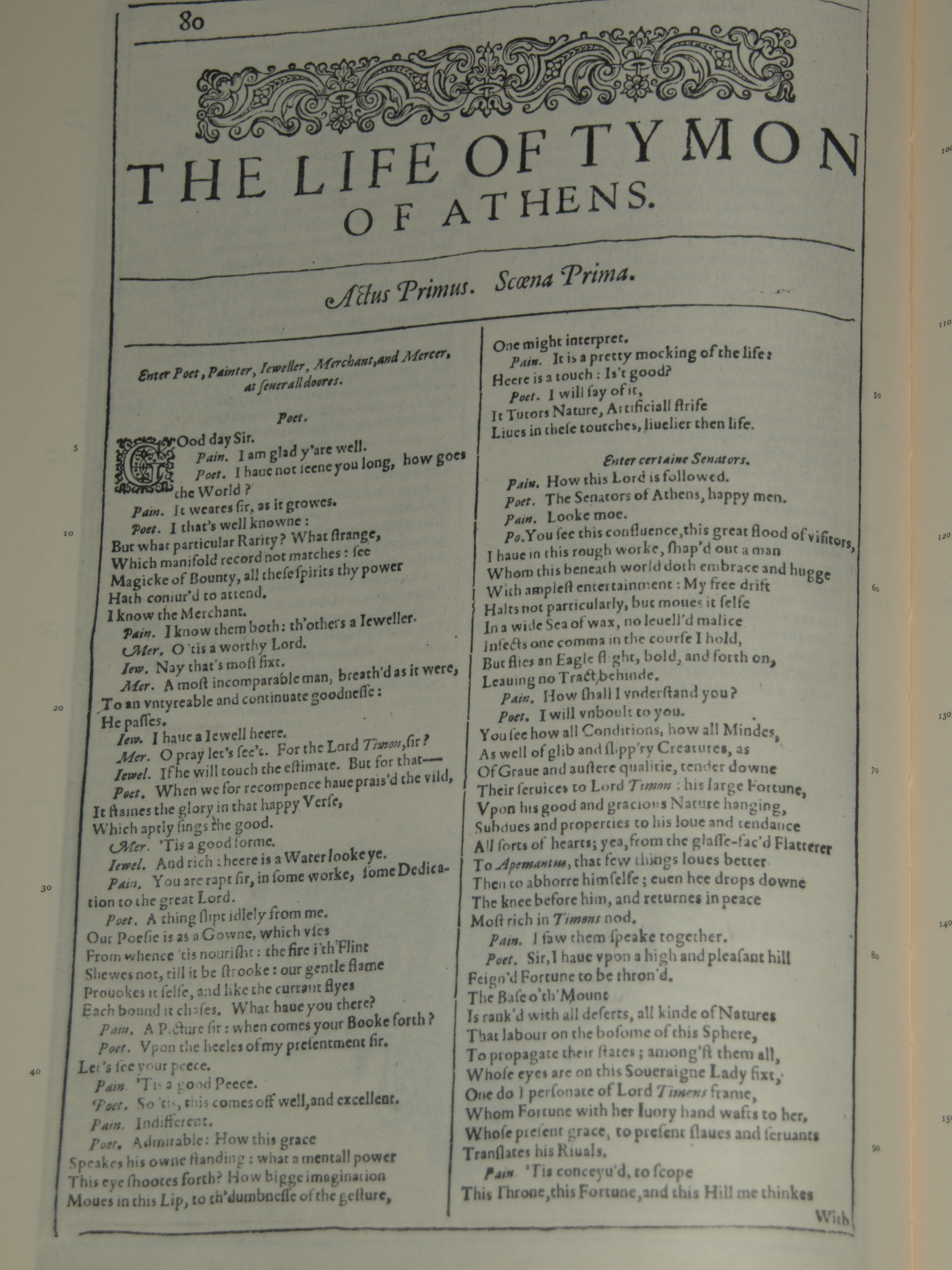
《第一对开本》中《雅典的泰门》首页副本，1623年出版。

戏剧在1623年收录書籍出版業組合記録。在当时没有明确的编写日期，对戏剧的“未知结局和不连贯性”也没有统一意见。自二十世纪其，编辑们就试图通过揣摩莎士比亚的情感来弥补这些问题(Chambers)；:p.86关于戏剧的假说有“未完成状态”(Ellis-Fermor)和“抄写人干预”(Oliver)；这是通过对词汇的统计分析，舞台指导等等得出的。牛津莎士比亚编辑得出结论，认定托马斯·米德尔顿和莎士比亚是戏剧的共同创作人，根据之前对文章中俗语和罕见词的分析，认定戏剧于1605年完成。:p.127
在创作过程中，莎士比亚可能参考了威廉·品特《欢愉宫殿》中第28部故事，其中第38部可能为《皆大欢喜》提供灵感。:p.127他也可能参考了普鲁塔克「阿爾西比亞德斯的生活」，以及琉善的《对话》。

## 共同创作
布萊恩·維克斯和其他一些學者認為這是和托馬斯·米德爾頓共同創作，另一些注釋者不同意這個觀點。

## 主题

### 宴会
莎士比亚笔下的宴会颇为重要：除了在结构上或是中心地位上，宴会自身也常常是令人惊异的。泰门举办的第一场宴会反映了当时社会的奢华，以及贵族维持社交和友谊的方式。由于雅典奉行民主，所有公民都被邀请参加。第二场宴会则是对上一次的反讽，泰门以此来报复那些狐朋狗友，随后起身离席，自我流放。此时，宴会的喜乐不再：泰门用盘子盛满白水，反讽食客的贪得无厌。他被友谊的表象所蒙蔽，因此愤而反击：对愚弄他的人进行愚弄，让他们尝尝虚假的宴乐。
在古希腊和当代英国的早期，宴会在政治上都占据重要地位。詹姆斯一世的登基将其提升到享乐主义的高度。泛滥和放荡的淫宴让人焦虑，为人们为自己的贪婪和缺乏自制而深感不安。莎士比亚的观众们可能受到相关影响，并认为禁食是种克制的美德。
罗伯特·威尔曼注意到在舞台上，人们依照自己的身份地位列席宴会，但泰门责令艾帕曼特斯坐在一边。这样，泰门和他的朋友们美词祝酒，而艾帕曼特斯却可以与观众直接对话，并不受他人干预。他告诉我们“看看这些家伙，这就是宴乐的真实意义。”他对宴乐进行了批评，但在舞台效应上做出了回避。这种二重性在一方面承认了绚烂对感官的吸引，同时看破了表面的浮华；这是“是出于对生命的热爱和道德的力量，才能看破它的绚烂、虚伪、羞辱和报应。”
戏剧中的宴会描述了个人欲望和人类共性之间的紧张，以及自控自制和社会管控之间的矛盾。在一起进餐可以描述为社会关系：分享食物则是加强友谊，或是庆祝。然而，自私自利则会将人与人之间的关系打破。

## 延伸阅读
- Butler, Francelia.  The Strange Critical Fortunes of Shakespeare's Timon of Athens. Ames:  Iowa State University Press, 1966.
- Oliver, H.J., ed.  Timon of Athens. The Arden Shakespeare. Surrey: Methuen and Company, 1959.